# 竹林中
竹林中（日语：／ Yabu no Naka，又譯作竹藪中、莽丛中、藪之中、竹叢中）是日本作家芥川龍之介發表在《新潮》1922年1月號上的短篇小說。故事講述一名武士的身亡經過，由七个经历者的第一人称独白组成，而各人說法不一，令真相扑朔迷离。小说情节取自《今昔物語集》中的一个故事，而创作手法受到月光下的路和《指环与书》的影响。小说出版后多次被改编为其他形式，其中最著名的是黑澤明的電影《羅生門》。

## 故事概要
小説分别由七个经历者的第一人称独白组成。前四个独白者分别是：樵夫，在竹林中发现了一具男子的尸体；行脚僧，在死者生前曾遇见他与一位女子同行；差役，抓获了以好色出名的强盗多襄丸；老妇，死者武士金澤武弘的岳母、失踪女子真纱的母亲。四人的说话对象都是负责京都治安的檢非違使。四人的证词勾勒出故事的大致前因后果。
接下来是强盗多襄丸的供状。他称自己惊艳于女人的美貌，于是谎称有宝贝埋在山后的竹林里，借此偷袭了武士，将其绑在树上，然后把女人也骗进了竹林。女人看到丈夫被绑，立刻掏出匕首袭击多襄丸，但未能得手，反被强姦。多襄丸要离开时，女人却说两个男人中必须要有一个死掉，自己会跟着活下来的人走。多襄丸便给武士松绑，在决斗中正大光明地杀死了武士。但此时女人已经消失，于是多襄丸也赶忙逃走。供状的最后，多襄丸昂首请求判自己极刑。
然后是来到清水寺的真纱的忏悔。她遭到凌辱后，被强盗一脚踢倒，又看到丈夫望向自己的眼神里满是轻蔑，便昏了过去。醒来后强盗已经消失，她在羞愤中决定跟丈夫一起去死。但用匕首捅死树上的丈夫后，她又昏了过去，醒来后失去了去死的勇气，屡次自杀未果。
最后是死者的亡灵，借巫女之口发声。他说强盗占有妻子后，想要说服她今后跟着自己。妻子竟然同意，还要求强盗杀掉丈夫。强盗大惊，将她踢倒在地，问丈夫是否要把她杀掉。此时妻子突然逃走，强盗斩断丈夫身上的绳子后也溜之大吉。丈夫放声哭泣，然后捡起匕首自杀。死前，不知何人拔走了匕首。

## 创作和发表
芥川龙之介十分欣賞日本古典故事集《今昔物語集》，根據書中素材寫出過鼻子、羅生門、山药粥、六宮公主等作品。竹林中亦是如此，具体取材自卷二十九的第二十三个故事「携妻同赴丹波國，丈夫在大江山被绑」：丈夫和妻子在行路途中遇到一个男子，男子用精美的长刀跟丈夫的弓箭进行交换，然后用弓箭逼迫丈夫束手就擒，并强姦了妻子，男子逃离后妻子给丈夫松绑，两人继续上路。
在写作方式上，竹林中还受到了安布罗斯·比尔斯短篇小说月光下的路和长篇叙事诗《指环与书》的影响。前者讲述了一桩凶杀案，由儿子、父亲、母亲各自的叙述组成，最后一部分为死去的母亲借靈媒之口说话。后者长达十二卷，通过诸多人物的叙述来描绘羅馬帝國时期的一桩凶杀案（芥川很可能是通过小泉八雲的著述来了解这部长诗的）。
竹林中最早发表于《新潮》杂志1922年1月號。同年3月被收录到新潮社出版的短篇小说集《将军》中。

## 研究评论

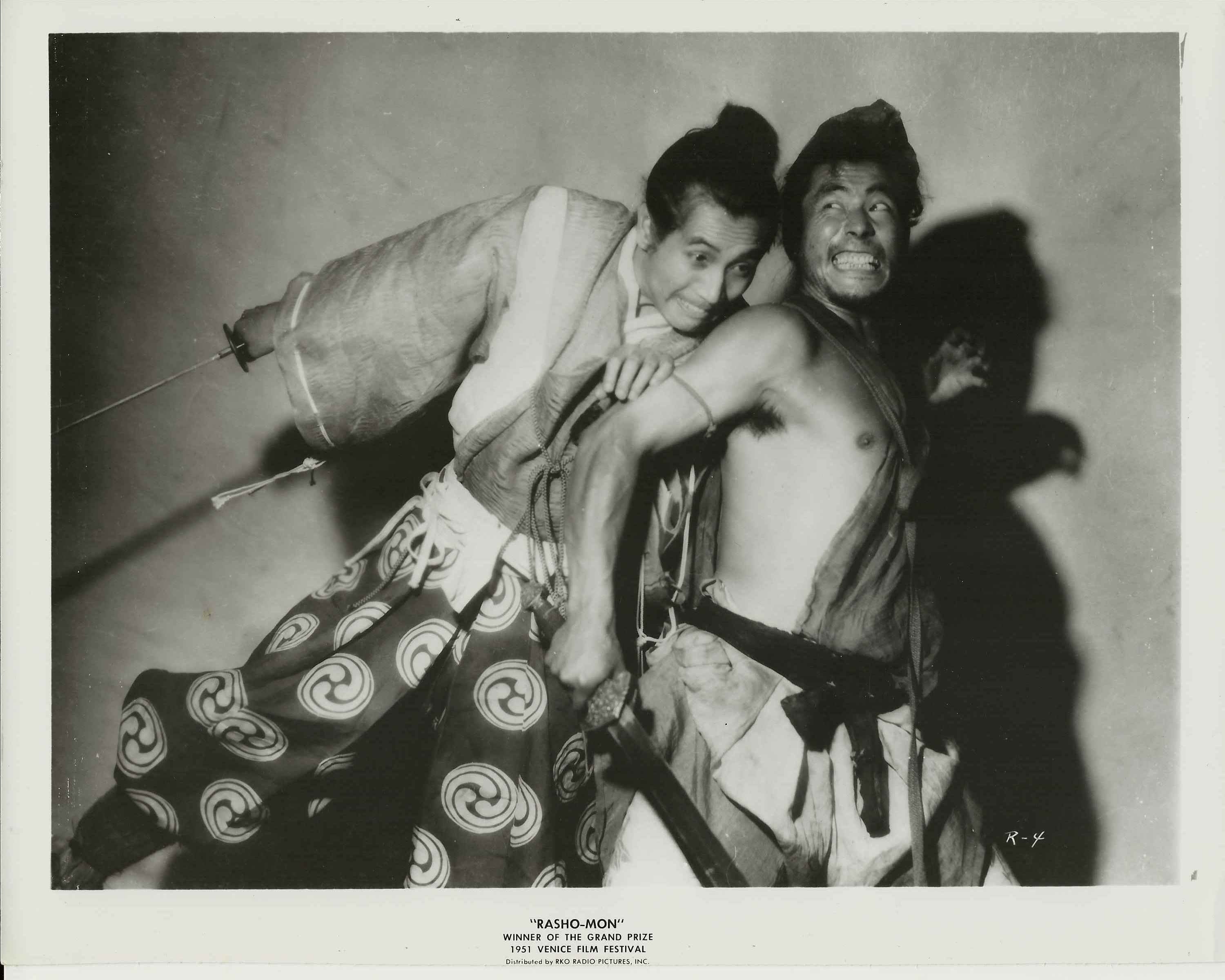
电影《羅生門》剧照

竹林中发表后，有大量评论关注故事的真相究竟为何，杀人凶手到底是谁。评论家中村光夫和福田恒存曾对小说有过一场著名的争论。中村认为：与月光下的路不同，竹林中的三人独白未能相互照应，无法逐步揭示出真相，这种矛盾乃是小说的败笔。福田反驳认为：之所以存在矛盾，是因为小说中的独白并非客观事实，而是三个人各自主观上的“心理事实”；这种相互矛盾恰恰是小说的主题，即真相对于非亲历者不可知。

## 改编和影响
1950年，日本导演黑澤明对芥川龙之介的竹林中和羅生門加以改编，拍摄成电影《羅生門》，赢得威尼斯电影节金狮奖、奥斯卡最佳外语片奖，扬名国际，成为芥川文学走向世界的契机。在日本，人们常常用“竹林中”来表示各人的说法不一，真相难以分辨的情形；在日本以外，人们多称此种情形為「羅生門」。
除黑泽明《罗生门》外，小说竹林中还多次被改编为其他电影，如马丁·里特执导的《暴行》、吉田博昭执导的《铁城奇案》、鲁斯塔姆·哈姆达莫夫执导的《无底袋》等。

## 外部連結
- 日文原著 （页面存档备份，存于）
- 竹林中中文译本 （页面存档备份，存于）